# Empis cinerarius
Empis cinerarius är en tvåvingeart som beskrevs av Christophe Daugeron och Patrick Grootaert 2003. Empis cinerarius ingår i släktet Empis och familjen dansflugor. Inga underarter finns listade i Catalogue of Life.